# Harald II di Norvegia
Harald II Eiríksson detto Mantogrigio (in norreno Haraldr gráfeldr, in norvegese Harald Gråfell; 930 circa – Hals, 970) fu re di Norvegia dal 961 al 970.

## Origine del nome
Snorri Sturluson nell'Heimskringla racconta che un'estate, mentre Harald dimorava presso l'Hardangerfjord, giunse una nave dall'Islanda carica di merci realizzate con pelle di pecora. I norvegesi del posto accorsero al luogo in cui era attraccata ma non trovarono la merce di loro gradimento. Il capitano della nave allora si presentò da re Harald e gli espose il problema. Il re decise di vedere personalmente la merce accompagnato da un gran seguito e dopo averla esaminata volle acquistare un mantello grigio, seguito da ciascuno dei suoi uomini. La notizia si sparse e nei giorni successivi accorse così tanta gente ad acquistare quei mantelli che solo la metà poté essere soddisfatta. L'episodio valse al re il soprannome di Gráfell cioè "Pellegrigia" o "Mantogrigio". Era infatti inusuale per un sovrano indossare abiti di pelle o di tessuto stinto, solitamente riservati alle classi sociali inferiori che non si potevano permettere di tingerli, tuttavia pare che Harald fosse un uomo di poche pretese.

## Biografia

### Infanzia e giovinezza
Harald Eiríksson nacque in Norvegia attorno al 930 da Eirík Blódøx e Gunnhildr. All'incirca nel 933 Hákon Haraldsson, cresciuto sino ad allora dal padre adottivo, re Æthelstan, tornò in Norvegia con una flotta e grazie alla promessa di cedere la proprietà delle terre che coltivavano ai contadini, si ingraziò prima gli abitanti del Trøndelag poi la maggior parte dei norvegesi. Re Eiríkr, sapendo di aver perso il supporto della nobiltà e del popolo, decise di fuggire dal paese con la moglie e i figli, recandosi prima alle Orcadi poi in Inghilterra dove grazie ad un compromesso con il re degli anglosassoni ottenne il Regno di Northumbria a patto che lo difendesse alle scorrerie vichinghe, gli giurasse fedeltà e si convertisse al Cristianesimo insieme al resto della famiglia. Harald trascorse verosimilmente la sua giovinezza a York. Nel 939 re Æthelstan morì e al suo posto salì Edmondo I d'Inghilterra, decisamente meno accomodante nei confronti degli scandinavi. Eiríkr, temendo di perdere il trono, iniziò una serie di scorrerie nelle Isole Britanniche finché Edmondo non lo sconfisse ed uccise nella battaglia di Stainmore. Gunnhildr e i figli, insieme a coloro che gli erano rimasti fedeli, attaccarono e si impossessarono delle Orcadi e delle Shetland e vi dimorarono per qualche tempo.

### Le battaglie di Avaldsnes e Rastarkalv
Poco prima del 950, in risposta alle continue scorrerie dei vichinghi danesi, re Hákon I di Norvegia intraprese una campagna lungo le coste della Danimarca volta a distruggerne le basi; questa azione militare provocò ovviamente l'ira di Aroldo I di Danimarca. Gunnhildr approfittò delle tensioni tra i due regni per trasferirsi con i figli dal fratello Harald I che garantì a lei e a figli tutto quanto serviva per vivere agevolmente pensando di poterli sfruttare come pedine per contrastare i norvegesi. Diventato adulto, Harald insieme ai suoi fratelli iniziò ad effettuare scorrerie a danno di Tryggvi Ólafsson, re del Vík per conto di Hákon I. 
Nel 953 i figli di Eiríkr, guidati da Guthormr, lo sconfissero al largo di Sotenäs, riuscendo ad impossessarsi di gran parte del Vík e dell'Agder, poi proseguirono lungo la costa occidentale della Norvegia. Giunti presso l'isola di Karmøy incontrarono la flotta norvegese, poi entrambi gli schieramenti sbarcarono e si affrontarono nella sanguinosa battaglia di Avaldsnes dove però Harald e i fratelli furono sconfitti e costretti a riparare in Danimarca. Guthormr Eiríksson cadde nello scontro.
Nel 955 Harald e fratelli, stavolta guidati da Gamli, riuscirono ad eludere il sistema di segnalazione appena fatto realizzare da Hákon I e lo colsero di sorpresa mentre stava banchettando nella sua residenza di Birkestrand, presso l'isola di Frei. I figli di Eiríkr, che avevano il doppio degli effettivi dell'avversario, schierarono l'esercito in posizione favorevole sulle pendici del Fredarberg ma dopo una mischia iniziale furono giocati da uno stratagemma di Egill detto Ullserkr ("Camicia di Lana") che facendo sventolare dieci bandiere da altrettanti uomini distanziati tra loro, indusse i danesi a credere di essere attaccati alle spalle e a fuggire disordinatamente. Gamli e i suoi norvegesi tuttavia continuarono a combattere valorosamente, riuscirono ad uccidere Egill ma furono infine sconfitti da un assalto portato da re Hákon in persona. Gamli cadde combattendo sulla spiaggia dell'isola mentre Harald e gli altri suoi fratelli riuscirono a fuggire via nave.

### Vittoria di Fitjar e morte di Hákon
Nel 961 Harald, divenuto il più anziano dei figli di Eiríkr, assunse il comando di una nuova spedizione militare sollecitata dal re danese ai danni di Hákon I. Ancora una volta i danesi riuscirono a sorprendere il re norvegese mentre si trovava in una delle sue residenze, questa volta a Fitjar, sull'isola di Stord. Le forze danesi, sei volte più numerose di quelle norvegesi, sbarcarono sull'isola e assaltarono il nemico. Dopo un iniziale lancio di giavellotti si accese una mischia furibonda. Durante il combattimento Eyvindr Skreyja cercò di uccidere il re, facilmente riconoscibile per l'elmo dorato, ma cadde ucciso dalla spada di chi voleva ammazzare; insieme a lui morì anche il fratello Álfr. Quando i danesi videro cadere i due fratelli, ritenuti tra i più forti del loro esercito, si diedero alla fuga e furono inseguiti da Hákon. Durante l'inseguimento, tuttavia, una freccia trapassò il re norvegese poco sotto la spalla. Hákon, moribondo, fu portato sino a Håkonshella, il luogo in cui era nato, dove espresse le sue ultime volontà: dopo la sua morte il regno sarebbe dovuto passare nelle mani dei figli di Eiríkr, con l'augurio che trattassero onorevolmente coloro che lo avevano servito. Fu così che paradossalmente la sconfitta di Fitjar permise ad Harald e fratelli di raggiungere il loro obiettivo. Re Harald I Dente Azzurro concesse a Harald II di Norvegia di governare il paese a suo nome.

### Accordi diplomatici e l'uccisione di Sigurðr Hakónsson
Dopo la morte di Hákon, i figli di Eiríkr si stabilirono nelle regioni centrali della Norvegia. Su sollecitazione della madre Gunnhildr, che manteneva una grande influenza nella politica del regno e un notevole ascendente sui figli, si aprirono negoziati con Guðrøðr Björnsson, re del Vestfold, con Tryggvi Óláfsson, re del Vík e con Sigurðr Hakónsson, jarl di Lade, al termine dei quali si giunse ad un accordo per cui i tre avrebbero mantenuto il governo sui loro territori in cambio del riconoscimento di Harald e dei fratelli quali legittimi re di Norvegia e della cessione di metà delle tasse e delle rendite dei rispettivi regni.
Nei mesi successivi però i figli di Eiríkr iniziarono a nutrire una certa insofferenza nei confronti del potere dello jarl di Lade che da solo amministrava un territorio (Trøndelag e Hålogaland) più grande dei loro. Su suggerimento della madre cercarono inizialmente di riallacciare i rapporti cercando di corrompere Sigurðr con ricchi doni ed invitandolo ad incontrarli ma l'accorto jarl pur trattando benevolmente i messaggeri declinò l'offerta. Puntarono allora su suo fratello Grjótgarðr, sperando che, dal momento che era molto più giovane e non possedeva alcun titolo di rilievo, sarebbe stato più facilmente corruttibile. Grjótgarðr in effetti si fece corrompere dai doni dei figli di Eirìkr e dalla promessa di installarlo quale nuovo jarl di Lade una volta eliminato il fratello. Essi gli chiesero di tenere d'occhio Sigurðr e di avvertirli qualora si fosse presentato il momento buono per sbarazzarsene. Nell'autunno del 962 Sigurðr si recò a Skatval, nella Stjørdal per un banchetto con una scorta meno nutrita del solito. Grjótgarðr avvertì i figli di Eiríkr. La notte successiva Harald ed Erlingr si imbarcarono su quattro navi insieme ad un gran numero di uomini e navigando di notte sbarcarono nella località in cui si trovava lo jarl, circondarono la sua residenza e le diedero fuoco uccidendo tutti coloro che vi erano all'interno.
La gente del Trøndelag dopo la morte di Sigurðr accettò quale nuovo jarl il figlio Hákon che negò il pagamento di tasse e rendite ad Harald e si preparò a combattere contro i figli di Eiríkr. Allestita la flotta, iniziò ad effettuare scorrerie nel Nordmøre costringendo Harald e fratelli a ritirarsi prima nel Romsdal poi nel Sunnmøre. Nei successivi tre anni vi furono numerose battaglie minori tra i due schieramenti ma nessuno dei due prevalse. Si giunse infine ad un accordo secondo il quale i figli di Eiríkr avrebbero concesso ad Hákon il Lade in cambio del suo riconoscimento di Harald quale re legittimo e del versamento di metà delle tasse e delle rendite. Seguirono tre anni di pace.

### La cattura del Vík
Un autunno Hákon Sigurðarson, Tryggvi Óláfsson, Guðrøðr Björnsson e Guðbrandr di Guðbrandsdalen si riunirono nell'Hedmark e stabilirono un'alleanza, probabilmente a carattere difensivo, per assistersi vicendeolmente in caso di attacco da parte dei figli di Eiríkr. Quando Harald e Guðrøðr Eiríksson lo vennero a sapere diffusero la notizia che la stagione successiva sarebbero partiti per effettuare scorrerie nel Mar Baltico orientale, come peraltro erano soliti fare. Guðrøðr si fermò al largo del Vík e invitò Tryggvi a partecipare alle razzie. Questi accettò ma giunto con una sola nave al largo di Sotenäs fu ucciso a tradimento insieme ad altri dodici durante un'assemblea. Fu sepolto nel tumulo di Tryggvarør, sull'isola di Tryggö. Harald sbarcò di notte a Tønsberg e assaltò la residenza in cui si trovava Guðrøðr Björnsson; ne seguì una breve mischia in cui alla fine Guðrøðr cadde insieme a molti altri. Guðrøðr e Harald poi riunirono le loro forze e riuscirono facilmente a conquistare tutto il Vík. Ástriðr, moglie di Tryggvi, riuscì a fuggire e partorì il figlio Óláfr mentre si trovava presso alcune isole in mezzo ad un lago.

### La ripresa della guerra contro Hákon Sigurðarson
Dopo essersi assicurati buona parte della Norvegia meridionale, i figli di Eiríkr raccolsero uomini durante tutto il viaggio di ritorno poi riaprirono le ostilità contro Hákon Sigurðarson. Lo jarl di Lade non si fece trovare impreparato e anzi attaccò per primo razziando il Møre per poi far tornare l'esercito a difendere il Trøndelag e proseguire con le rapine nel Romsdal. L'esercito dei figli di Eiríkr era però troppo potente e alla fine riuscì ad occupare Trondheim e a riscuotere tutte le tasse che gli erano dovute. L'anno successivo Hákon, non appena i fratelli di Harald tornarono nel Møre, tornò a Trondheim passando per la Svezia e riprese il controllo del suo dominio. Haraldr, Guðrøðr ed Erlingr allora radurono un nuovo esercito nelle regioni orientali del paese e mossero contro il Trøndelag senza che alcuno gli opponesse resistenza poiché Hákon si era portato con la flotta nel Møre; Erlingr venne deputato a governare quella regione. Alla difesa di quella regione i figli di Eiríkr avevano posto suo fratello Grjótgarðr. Durante la battaglia che seguì Hákon riportò la vittoria e Grjótgarðr venne ucciso insieme ad altri due jarl. Hákon proseguì sino in Danimarca dove prese accordi con re Aroldo "Dente Azzurro" per liberarsi di Harald Mantogrigio e dei suoi fratelli. Nel frattempo la popolazione del Trøndelag, costretta a versare tutte le tasse che aveva trattenuto negli anni precedenti e ridotta alla fame dalla carestia, diede luogo ad una rivolta armata che portò all'uccisione di Erlingr Eiríksson e della sua guardia personale. Tale azione fu concordata con Hákon che dopo la vittoria sul fratello si era rifugiato in Danimarca.

### La morte
Hákon Sigurðarson in Danimarca era stato accolto benevolmente da re Harald Dente Azzurro ed era riuscito ad ingraziarsi Harald detto "il Dorato" (Gull-Haraldr), figlio di Knút e quindi nipote del re. Il ragazzo, dopo alcuni anni passati a compiere scorrerie, intendeva vivere stabilmente in Danimarca e nella sua incauta ambizione pretese dal re che gli cedesse metà del regno. Harald Dente Azzurro si consultò con Hákon che gli consigliò di soppiantare Harald Mantogrigio con l'altro suo nipote. Fu così che il re di Danimarca inviò messaggeri al re di Norvegia annunciando che Hákon era ormai moribondo e chiedendogli di incontrarlo nello Jutland per ricevere le rendite dei possedimenti della madre. Spinto dalle ristrettezze economiche in cui si trovava il regno a causa della carestia, Harald Mantogrigio accettò. 
Nell'estate del 970 Harald salpò dal Vík con tre navi e dopo essere entrato nel Limfjord approdò ad Hals. Harald il Dorato sbarcò presso la città con nove navi ed attaccò subito il norvegese che cadde combattendo insieme alla maggior parte dei suoi uomini.